# Paraíso (Divina Comédia)
Paraíso (em italiano:  Paradiso) é a terceira e última parte da Divina Comédia de Dante. É uma alegoria, dizendo da visão de Dante do céu, guiado por Beatriz, amor platônico de Dante. No poema, o Paraíso é retratado como um conjunto de esferas concêntricas que cercam a terra, que consiste na Lua, Mercúrio, Vênus, Sol, Marte, Júpiter, Saturno, as estrelas fixas, o "Primum Mobile" e, finalmente, o Empírico. Foi escrito no início do século XIV.
Depois de uma ascensão inicial a partir do topo do Monte Purgatório (Canto I), Beatriz guia Dante através das nove esferas celestes do paraíso. Estas são esferas concêntricas, semelhante à cosmologia aristotélica e ptolemaica. Dante admite que a visão do céu que ele recebe é a de que seus olhos humanos permitiram-no a ver. Assim, a visão do paraíso encontrado no Cantos é a visão pessoal do próprio Dante, ambígua na sua construção verdadeira. A adição de uma dimensão moral significa que uma alma que chegou a alcançar o Paraíso, ao nível que lhe é aplicável. As almas são atribuídas ao ponto do céu que se encaixa com a sua capacidade humana de amar a Deus. Assim, existe uma hierarquia celeste. Todas as partes do céu são acessíveis para a alma celeste. Isso quer dizer que toda a experiência de Deus, mas existe uma hierarquia no sentido de que algumas almas são espiritualmente mais desenvolvidas do que outras. Isso não é determinado pelo tempo ou de aprendizagem, como tal, mas, pela sua proximidade com Deus (o quanto eles se permitem experimentar Ele acima de outras coisas). Deve ser lembrado no esquema de Dante, que todas as almas no Céu estão em algum nível, sempre em contato com Deus.
Enquanto as estruturas do Inferno e do Purgatório foram baseadas em diferentes classificações de pecado, a estrutura da Paraíso é baseada nas quatro virtudes cardinais e nas três virtudes teologais.

## As Esferas do Paraíso

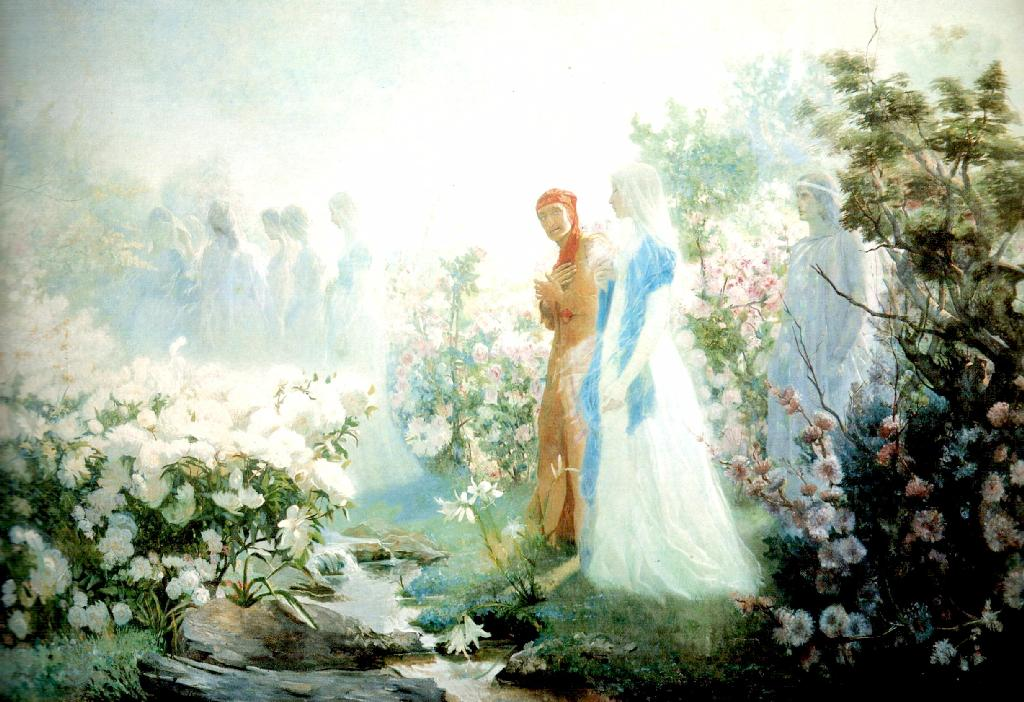
Dante e Beatriz, nas margens do Letes
Cristóbal Rojas, 1989

- A Primeira Esfera. A esfera da Lua é a de almas que foram virtuosas mas abandonaram seus votos, e assim foram insuficientes na virtude da coragem (Cantos II a V). Dante encontra Piccarda, irmã do amigo de Dante Forese Donati, que morreu pouco depois de serem separados pelo  convento. Beatriz discute sobre a liberdade da vontade e da inviolabilidade dos votos sagrados.
- A Segunda Esfera. A esfera de Mercúrio é das almas que fizeram bom uso de seus desejos de fama, mas que, sendo ambiciosos, foram insuficientes em virtude da justiça (Cantos V a VII). Justiniano reconta a história do Império Romano. Beatriz explica a Dante a reparação de Cristo pelos pecados da humanidade.
- A Terceira Esfera. A esfera de Vênus é das almas que fizeram bons usos do amor, mas foram insuficientes na virtude da temperança (Cantos VIII e IX). Dante encontra Carlos Martel de Anjou, que condena aqueles que adotam vocações inadequadas e Cunizza da Romano. Folquet de Marselha aponta para Raabe, a alma entre as mais brilhantes desta esfera, e condena a cidade de Florença por produzir a "flor maldita"(o florim), que é responsável pela corrupção da Igreja.
- A Quarta esfera. A esfera do Sol é das almas dos sábios, que personificam a prudência (Cantos X a XIV). Dante é guiado por São Tomás de Aquino, um dominicano, que narra a vida de São Francisco de Assis e lamenta a degradação de sua própria Ordem dos Pregadores. Dante passa então a ser atendido por São Boaventura, um franciscano, que narra a vida de São Domingos e lamenta a corrupção da Ordem Franciscana. As duas ordens não foram sempre amigáveis na terra e ao retratar um membro de uma ordem elogiando o fundador da outra e lamentando o destino de sua própria mostra aos outros o amor presente no céu. Alberto Magno, Pedro Lombardo e Siger de Brabante estão entre os incluídos.
- A Quinta Esfera. A esfera de Marte é formado pelas almas que lutaram pelo cristianismo e que encarnam a coragem (Cantos XIV a XVIII). As almas desta esfera formam uma enorme cruz. Dante fala com a alma do seu antepassado, Cacciaguida, que elogia as virtudes do ex-moradores de Florença, narra a ascensão e queda de famílias florentinas e anuncia o exílio de Dante de Florença, antes de finalmente introduzir algumas almas guerreiras notáveis (entre eles Josué, Rolando, Carlos Magno e Godofredo de Bulhão).
- A Sexta Esfera. A esfera de Júpiter é o de almas que personificaram a justiça, algo de grande interesse para Dante (Cantos XIX a XX). As almas aqui anunciam em latim: "Amem a justiça, vós que julgais a terra", e depois arranjam-se na forma de uma águia imperial. Aqui presentes estão David, Ezequias, Trajano (que teria se convertido ao cristianismo de acordo com uma lenda medieval), Constantino, Guilherme II da Sicília, e - Dante é surpreendido com isso - Rifeu de Troia, um pagão salvo pela misericórdia de Deus.
- A Sétima Esfera. A esfera de Saturno é a dos contemplativos, que personificam a temperança (Cantos XXI e XXII). Dante encontra aqui Pedro Damião e discute com ele o monaquismo, a doutrina da predestinação e o triste estado da Igreja. Beatriz, que representa a teologia, torna-se cada vez mais adorável aqui, indicando a revelação mais próxima dos contemplativos sobre a verdade de Deus.
- A Oitava esfera. A esfera das estrelas fixas é da Igreja triunfante (Cantos XXII a XXVII). Aqui, Dante tem visões de Cristo e da Virgem Maria. Ele é testado em sua fé por São Pedro, em sua esperança por São Tiago e em amor por São João Evangelista.
- A Nona Esfera. O Primum Mobile ("Primeira esfera a ser movida"), a última esfera do universo físico. Ela é movida diretamente por Deus e seu movimento provoca o movimento de todas as demais esferas que ela encompassa (Canto XXVII).
- O Empíreo. A partir do Primum Mobile, Dante ascende a uma região, além da existência física, o chamado Empíreo (Cantos XXX através XXXIII). Aqui as almas de todos os crentes formam as pétalas de uma enorme rosa. Aqui, Beatriz deixa Dante com São Bernardo, porque a teologia terá atingido os seus limites. São Bernardo reza a Maria pelo nome de Dante. Finalmente, Dante fica de frente com o próprio Deus e lhe é concedida a compreensão das naturezas Divina e Humana. Sua visão está além da compreensão humana. O Senhor Deus aparece como três círculos que representam o Pai, o Filho e o Espírito Santo com a essência de cada Pessoa do Altíssimo, mas distintas e em unidade entre si - as três Pessoas da Santíssima Trindade. O livro termina com Dante tentando compreender como os círculos se encaixam, como o Filho é separado, mas ainda uno com o Pai, mas, como o próprio Dante coloca, este "não é um voo para as minhas asas".